# Panagrolaimus rigidus
Panagrolaimus rigidus is een rondwormensoort uit de familie van de Panagrolaimidae. De wetenschappelijke naam van de soort is voor het eerst geldig gepubliceerd in 1866 door Schneider.